# Trichosporonoides
Trichosporonoides — рід грибів. Назва вперше опублікована 1967 року.
Гриби цього роду виявлені у меді.